# ロージー・ザ・リベッター

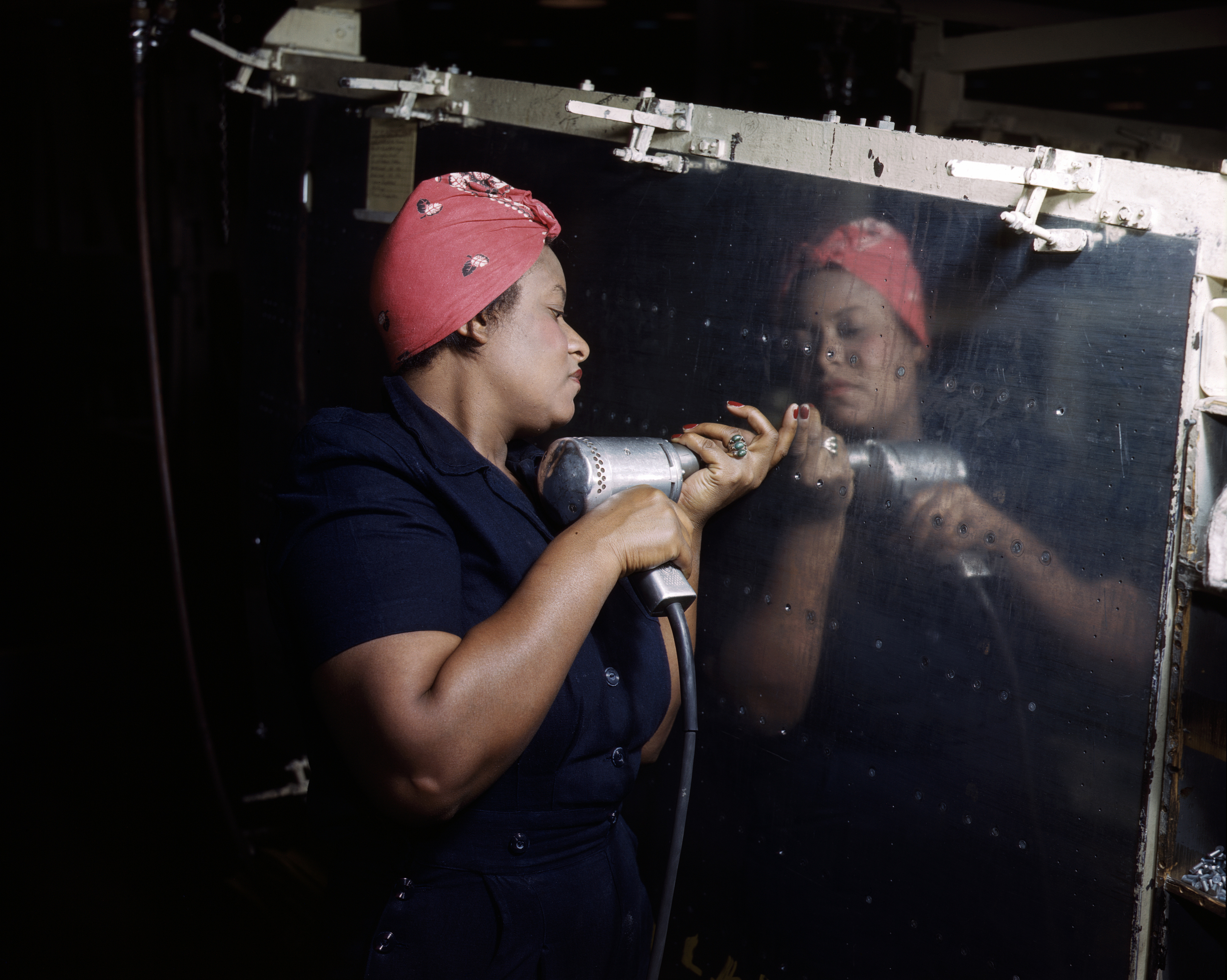
テネシー州 ナッシュビルでA-31の生産に従事する"ロージー"(1943年)

ロージー・ザ・リベッター、あるいは、リベット打ちのロージーは、アメリカ合衆国の文化的アイコンで、第二次世界大戦期に工場や造船所で働く女性全般を表すものである。
事実、戦争中のアメリカではこうした女性たちが弾薬や軍事物資の生産を行っていた。

それまでの男性労働者たちが戦争で出兵している間、こうした女性たちがそれまでは女性が行うものとは思われていなかったような仕事も含めて産業を担っていた。このロージーのモチーフはその後、フェミニズムと女性の経済的自立と結びつき、そのシンボルとしても認知される。 
なお、第二次大戦中には類似した女性労働者のイメージがイギリスやオーストラリアでも見られる。
これらの女性労働者のイメージは、女性が自発的に軍事物資等の生産に従事するよう促すために、政府によるポスターなどの当時の様々なメディアを介して広まっていった。
ロージー・ザ・リベッターという名前あるいはそうしたイメージは、第二次大戦中に、歌やハリウッド映画のモチーフとしても取り上げられた。
本項では主に、アイコンやイメージとしての側面を扱う。歴史的背景などはWe Can Do It!のページを参照。

## 由来
「ロージー・ザ・リベッター」という名前が最初に使われたのは1942年のレッド・エバンスとジョン・ジェイコブ・ローブによる楽曲であるとされる。この楽曲は、当時人気のあったケイ・カイザー率いるビッグバンドなど、複数のアーティストによって録音され、全国的なヒット曲となった。 この楽曲で歌われるロージーという女性は、疲れ知らずの組み立て作業のライン工で、その働きによってProduction E(戦時中のアメリカで企業の貢献を称える賞)を会社にもたらす、というものである。
この、ロージー・ザ・リベッター（リベット打ちのロージー）という呼び名は元々、カリフォルニア州サンディエゴのコンベア社の工場で働いていたロージー・ボナビタという女性のあだ名であったという。
一方、ロージーのモチーフは、カナダの女性労働者のポスターに登場したヴェロニカ・フォスターという実在の女性との類似も指摘される。このポスターは1941年に製作された
。
第二次世界大戦中に作られたプロパガンダポスターに見える女性兵站労働者(Women Ordnance Workers, WOW)はしばしば赤地に白の水玉模様のスカーフを頭にかぶっているが、これは実際には水玉ではなく、米国兵站部のロゴである爆発する大砲の弾がデザインされている。

## ノーマン・ロックウェルによるロージー
1943年5月29日の『サタデ―・イブニング・ポスト』戦没将兵追悼記念日版の表紙として掲載されたノーマン・ロックウェルによる「ロージー・ザ・リベッター」はすぐさまよく知られたものになった。(画像)ロックウェル版のロージーは茶髪の女性で、星条旗を背景に、リベット打ちの機械を膝にのせながら左手にハム・サンドイッチを持って悠然と昼食の休憩をとっている。そして、ペニーローファーを履いた足でアドルフ・ヒトラーの『我が闘争』を踏みつけている。抱えられたランチボックスには「ロージー」と書かれており、この描かれた人物が1942年の楽曲『ロージー・ザ・リベッター』のロージーであることを示している。
ロックウェルはこの絵を描くにあたり、ロージーのポーズをシスティーナ礼拝堂のミケランジェロ・ブオナローティによる預言者イザヤを参照して描いている。このロージーが身に付けたブルーのオーバーオールには複数のバッジ、勲章で飾られている。
優れた軍事物資生産企業に贈られるArmy-Navy E Service production award、アメリカ合衆国陸軍省が市民に贈るDepartment of the Army Civilian Awardsのブロンズの勲章が2つ、そしてこのロージー自身の個人的なアイデンティティを示すバッジといった内訳である。. この絵のモデルは、本物のリベッターではなく、バーモント州のロックウェルの近所で電話のオペレーターとして働いていた19歳のマリー・ドイルである。ロックウェルの絵ではモデルであるマリーよりも随分と体格の良い女性に描かれており、後日彼は電話で謝罪したという。後のインタビューでモデルになったマリーが答えところによると、マリーは実際にサンドウィッチとリベット打ち機（ただし本物ではない）を持ってモデルをした。白いハンカチも実際にポケットに入れていた。しかし、その時にはヒトラーの『我が闘争』は無かったという。当時この絵の知名度はとても高く、アメリカ合衆国財務省による戦時中の軍事公債の募集運動のためにも貸し出された。
しかし、第二次世界大戦が終わるとロックウェルのロージーは次第に露出を減らすようになった。ロックウェルの財団が作品の著作権に関して厳格な態度をとったのがその要因である。2002年にはこの絵のオリジナルがサザビーズでオークションにかけられ500万ドルの値で落札された。 2009年、アーカンソー州のベントンビルにあるクリスタル・ブリッジーズ・アメリカン・アート美術館(Crystal Bridges Museum of American Art)がこの絵を個人の所有者から手に入れて常設展示に加えている。

## 「ロージー・ザ・リベッター」に関する誤解

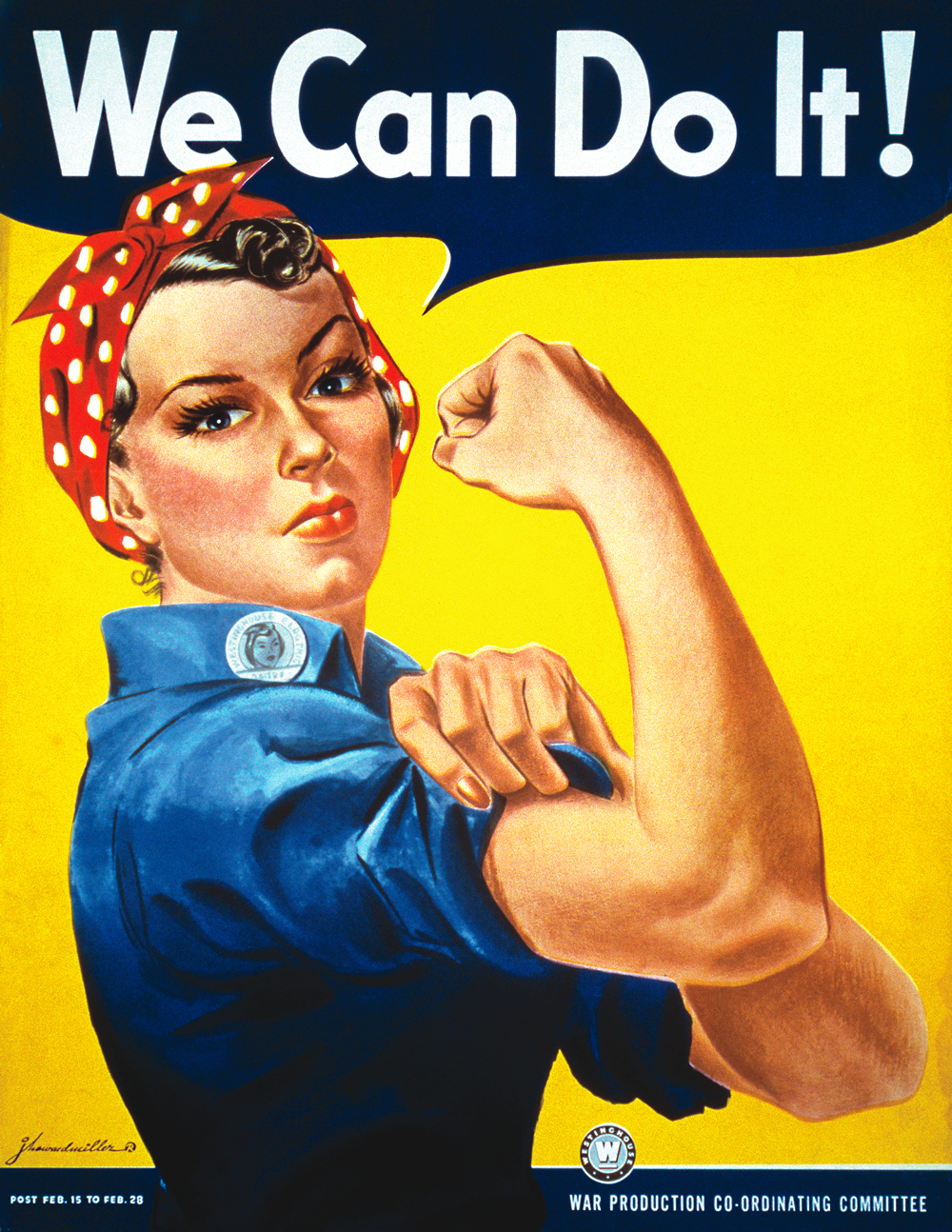
"We Can Do It!!" J・ハワード・ミラーによるポスター。現在「ロージー・ザ・リベッター」として知られるこのポスターは、元は労働者の意欲向上を目的に製作された。

今日「ロージー・ザ・リベッター」を描いたものとして、おそらく最も有名なJ・ハワード・ミラー作のポスター『We Can Do It!』は、第二次大戦中のアメリカでは殆ど無名で、「ロージー・ザ・リベッター」とは上述のように工場労働などに従事する女性全般をさすものであった。
このポスターはもともと1942年に、ピッツバーグの作家 J・ハワード・ミラー、によって製作された。
ウェスチングハウス社の軍事物資生産調整委員会に雇われたミラーは、戦争への協力を訴えるポスターのシリーズの1つとしてこれを製作した。ミラーはこのポスターのモデルとして、UPI通信社によって撮影されたミシガン州の若い女性の軍事品工場の労働者 ジェラルディーン・ホフの写真を使ったとされる。
 しかし、より最近の資料では、その写真は実際にはカリフォルニア州のNaval Air Station Alamedaで撮られたナオミ・パーカーという人物の写真であるという。
このポスターが作られた当時、ポスターはウェスチングハウス社の中西部の施設でその社員のみが、しかもわずか2週間(1943年2月中の二週間)のあいだ掲示されただけであった。
そのため、このポスターは、特別ロージーという名前と結びつけられることもなければ、元々はウェスチングハウス社内のモチベーション向上が目的で、戦時中の自発的な向上就労を推奨するものでもなかった。
それから40年近くもの間このポスターは忘れ去られていた後、1980年代の初頭になってミラーのポスターは"再発見"された。ポスターは、フェミニズム運動と結びつき一躍有名になり、そうして、特にこのポスターを指して「ロージー・ザ・リベッター」とする"誤解"が広まった。